# Уйсьце (гміна)
Гміна Уйсце (пол. Gmina Ujście) — місько-сільська гміна у північно-західній Польщі. Належить до Пільського повіту Великопольського воєводства.
Станом на 31 грудня 2011 у гміні проживало 8143 особи.

## Територія
Згідно з даними за 2007 рік площа гміни становила 125.98 км², у тому числі:
- орні землі: 62.00%
- ліси: 29.00%

Таким чином, площа гміни становить 9.94% площі повіту.

## Населення
Станом на 31 грудня 2011:
| Опис     | Загалом | Загалом | Чоловіки | Чоловіки | Жінки | Жінки |
| -------- | ------- | ------- | -------- | -------- | ----- | ----- |
| одиниця  | осіб    | %       | осіб     | %        | осіб  | %     |
| все      | 8143    | 100     | 4093     | 50.26    | 4050  | 49.74 |
| міське   | 3881    | 100     | 1898     | 48.90    | 1983  | 51.10 |
| сільське | 4262    | 100     | 2195     | 51.50    | 2067  | 48.50 |

## Сусідні гміни
Гміна Уйсце межує з такими гмінами: Качори, Піла, Тшцянка, Ходзеж, Чарнкув.